# Atractus indistinctus
Atractus indistinctus este o specie de șerpi din genul Atractus, familia Colubridae, descrisă de Prado 1940. Conform Catalogue of Life specia Atractus indistinctus nu are subspecii cunoscute.